# Jösses flickor – Återkomsten
Jösses flickor – Återkomsten, svensk teaterpjäs från 2006, skriven av Malin Axelsson, med musik av Gunnar Edander, Monica Dominique och Marit Bergman. För regin står Maria Löfgren.
Den är en uppföljare till pjäsen Jösses flickor (1974) som skrevs av Margareta Garpe och Suzanne Osten och som då gjorde stor succé på Stockholms stadsteater, med flera kända sånger som "Befrielsen är nära". Melodierna komponerades av Gunnar Edander.
Musiken från föreställningen har getts ut på CD.

## Handling
Jösses flickor är från början en kvinnlig rörelse under världskrigen. Rörelsens huvudsyfte var att bilda ett mer jämställt samhälle, kvinnan är lika mycket värd. Originalpjäsen handlade om denna rörelse och om kvinnans rätt i samhället. Den moderniserade pjäsen handlar om en tonåring som så många andra är förvirrad i både sin politiska ställning och i sin sexuella läggning. Hon är helt enkelt en vanlig, typisk, förvirrad tonåring i Sverige på 1990-talet.
Första akten handlar om rörelsen på 1920-talet och framåt.
Andra akten utspelar sig på 1990-talet med denna vilsna tjej och hennes vardag. Hennes kompis bildar en egen feministisk grupp som kallas sig Jösses fittor.

## Uppsättningar
Malin Axelsson gjorde den moderniserade varianten och skrev den nya delen "Stålflikkan". Den uppsättningen hade premiär, i april 2006, på Stora scenen på Stockholms stadsteater. 2008 sattes föreställningen upp på Malmö stadsteater (med andra skådespelare).

## I rollerna
- Barbro Hiort af Ornäs
- Lis Nilheim
- Monica Stenbeck
- Sofi Helleday
- Yvonne Lombard
- Katarina Ewerlöf
- Andrea Edwards
- Linda Källgren
- Lena B. Eriksson
- Sofia Ledarp
- Anna Sise
- Lo Kauppi
- Jan Modin
- Daniela Svensson
- Lars Hansson
- Daniel Goldmann
- Björn Wahlberg
- Jonas Hellman-Driessen
- Francisco Sobrado

## Musiker
- Monica Dominique piano, hammondorgel, synth
- Stina Berggren trombon, altfiol
- Madeleine Aaraas trumpet, flygelhorn, synth
- Kina Sellergren trumpet, altfiol
- Rigmor Bådal kontrabas, elbas, cello
- Justina Lakin/Clara Kempff trummor, elbas